# Лорд Ролло
Лорд Ролло из Данкраба в графстве Пертшир — наследственный титул в системе Пэрства Шотландии. Он был создан в 1651 году для сэра Эндрю Ролло (1577—1659). Его потомок, Эндрю Ролло, 5-й лорд Ролло (1703—1765), имел чин бригадира и участвовал в Семилетней войне с Францией на территории Северной Америки. Он скончался, не оставив мужских потомков, и ему наследовал его младший брат, Джон Ролло, 6-й лорд Ролло (1708—1783). Его внук, Джон Ролло, 8-й лорд Ролло (1773—1846), заседал в Палате лордов в качестве шотландского пэра-представителя с 1841 по 1846 год. Его сын, Уильям Ролло, 9-й лорд Ролло (1809—1852), также являлся шотландским пэром-представителем в Палате лордов (1847—1852). Его сын, Джон Роджерсон Ролло, 10-й лорд Ролло (1835—1916), также заседал в Палате лордов Великобритании в качестве шотландского пэра-представителя (1860—1868). В 1869 году для него был создан титул  барона Даннинга из Даннинга и Питкэрнса в графстве Пертшир (Пэрство Соединённого королевства). Этот титул давал ему и его потомкам автоматическое место в Палате лордов.
По состоянию на 2025 год носителем титула являлся его потомок, Дэвид Эрик Говард Ролло, 14-й лорд Ролло (род. 1943), который сменил своего отца в 1997 году. Также он является наследственным вождём клана Ролло.

## Лорды Ролло (1651)

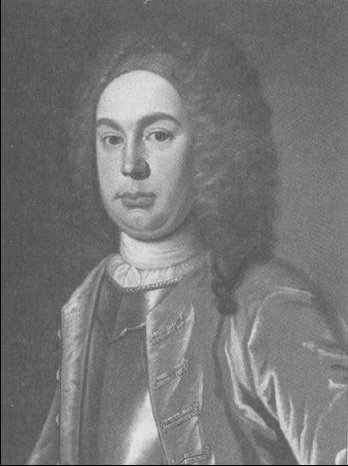
Эндрю Ролло, 5-й лорд Ролло (1703—1765)

- 1651—1659: Эндрю Ролло, 1-й лорд Ролло (1577 — 22 мая 1659), единственный сын сэра Джеймса Ролла из Данкраба (ум. 1584)
- 1659—1669: Джеймс Ролло, 2-й лорд Ролло (11 декабря 1600 — июнь 1669), старший сын предыдущего
- 1669—1700: Эндрю Ролло, 3-й лорд Ролло (ум. 4 марта 1700), единственный сын предыдущего
- 1700—1758: Роберт Ролло, 4-й лорд Ролло (12 июня 1679 — 8 марта 1758), сын предыдущего
- 1758—1765: Эндрю Ролло, 5-й лорд Ролло (18 ноября 1703 — 20 июня 1765), старший сын предыдущего
  - Джон Ролло, мастер Ролло (6 декабря 1736 — 24 января 1762), единственный сын предыдущего
- 1765—1783: Джон Ролло, 6-й лорд Ролло (6 февраля 1708 — 16 марта 1783), дядя предыдущего
- 1783—1784: Джеймс Ролло, 7-й лорд Ролло (8 марта 1738 — 14 апреля 1784), единственный сын предыдущего
- 1784—1846: Джон Ролло, 8-й лорд Ролло (22 апреля 1773 — 24 декабря 1846), старший сын предыдущего
- 1846—1852: Уильям Ролло, 9-й лорд Ролло (28 мая 1809 — 8 октября 1852), второй сын предыдущего
- 1852—1916: Джон Роджерсон Ролло, 10-й лорд Ролло (24 октября 1835 — 3 октября 1916), единственный сын предыдущего
- 1916—1946: Уильям Вордсворт Чарльз Ролло, 11-й лорд Ролло (8 января 1860 — 3 марта 1946), старший сын предыдущего
- 1946—1947: Джон Эрик Генри Ролло, 12-й лорд Ролло (9 января 1889 — 3 сентября 1947), старший сын достопочтенного Эрика Нормана Ролло (1861—1930), племянник предыдущего
- 1947—1997: Эрик Джон Стэплтон Ролло, 13-й лорд Ролло (3 декабря 1915 — 25 сентября 1997), старший сын предыдущего от первого брака
- 1997 — настоящее время: Дэвид Эрик Ховард Ролло, 14-й лорд Ролло (род. 31 марта 1943), старший сын предыдущего
  - Наследник титула: достопочтенный Джеймс Дэвид Уильям Ролло, мастер Ролло (род. 8 января 1972), старший сын предыдущего
    - Наследник наследника: Чарли Ролло (род. 1 мая 2005), единственный сын предыдущего.